# Henry Winter Davis

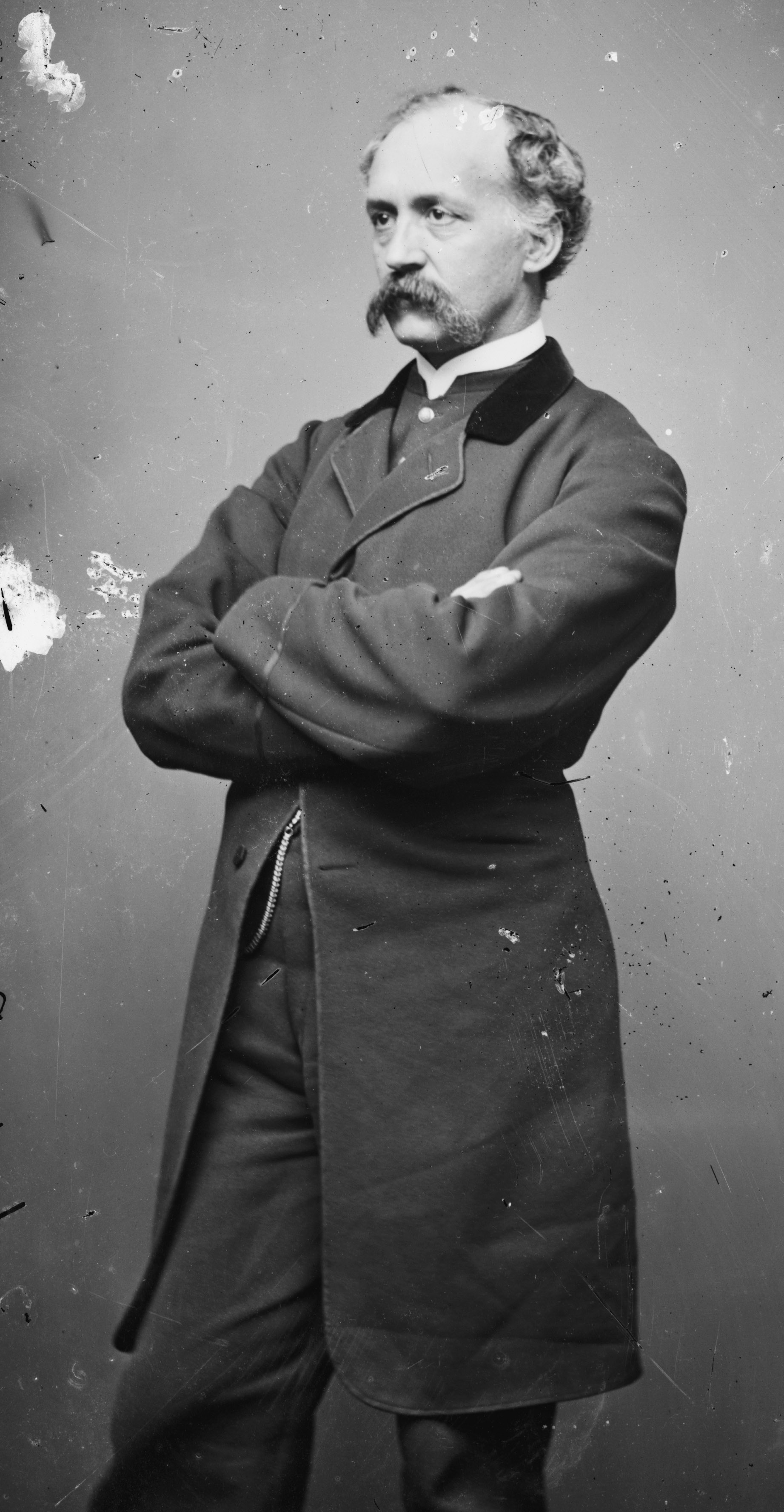
Henry Winter Davis

Henry Winter Davis (* 16. August 1817 in Annapolis, Maryland; † 30. Dezember 1865 in Baltimore, Maryland) war ein US-amerikanischer Politiker. Zwischen 1855 und 1865 vertrat er zwei Mal den Bundesstaat Maryland im US-Repräsentantenhaus.

## Werdegang
Henry Davis war ein Cousin von US-Senator David Davis (1815–1886) aus Illinois. Er wuchs in Alexandria (Virginia) und Wilmington (Delaware) auf und erhielt eine private Schulausbildung. Im Jahr 1827 kehrte er mit seinem Vater nach Maryland zurück, wo sie sich im Anne Arundel County niederließen. Zwischenzeitlich besuchte Davis das Wilmington College und das St. John’s College in Annapolis sowie das Hampden-Sydney College in Virginia und das Kenyon College in Gambier (Ohio). Nach einem Jurastudium an der University of Virginia in Charlottesville und seiner 1841 erfolgten Zulassung als Rechtsanwalt begann er in Alexandria in diesem Beruf zu arbeiten. Im Jahr 1850 verlegte er seinen Wohnsitz und seine Kanzlei nach Baltimore. Dort befasste er sich auch mit literarischen und politischen Angelegenheiten. Ursprünglich war er Mitglied der Whigs. In den 1850er Jahren schloss er sich der American Party an.
Bei den Kongresswahlen des Jahres 1854 wurde Davis im vierten Wahlbezirk von Maryland in das US-Repräsentantenhaus in Washington, D.C. gewählt, wo er am 4. März 1855 die Nachfolge von William Thomas Hamilton antrat. Nach zwei Wiederwahlen konnte er bis zum 3. März 1861 drei Legislaturperioden im Kongress absolvieren. Diese waren von den Ereignissen im Vorfeld des Bürgerkrieges geprägt. Im Jahr 1860 wurde Davis nicht wiedergewählt. Danach wurde er Mitglied der Republikanischen Partei. Im Jahr 1862 wurde er als Unionist im dritten Distrikt seines Staates erneut in den Kongress gewählt, wo er am 4. März 1863 die Nachfolge von Cornelius Leary antrat. 
Er war ein Gegner der von Präsident Abraham Lincoln nach dem Krieg geplanten Wiedereingliederung der Südstaaten. So brachte er Anfang 1864 mit Senator Benjamin Wade in Opposition zu Lincolns Amnestieproklamation gegenüber den Südstaaten vom Dezember 1863 einen Gesetzesvorschlag mit wesentlich restriktiveren Bedingungen ein. Sie forderten darin eine Garantie der Bürgerrechte für Afroamerikaner und einen Ausschluss von Konföderierten aus Wahlen und Ämtern. Als Bedingung für eine Wiederaufnahme als Bundesstaat im Reconstruction-Prozess verlangten sie, dass eine Mehrheit aller Wahlberechtigten ihre vergangene und zukünftige Treue zur amerikanischen Union beschwor und nicht nur 10 % wie von Lincoln vorgesehen. Zwar verabschiedete der Kongress dieses Gesetz, aber Lincoln verhinderte es mit einem Pocket Veto.
Da er im Jahr 1864 auf eine erneute Kandidatur verzichtete, konnte er bis zum 3. März 1865 nur eine weitere Amtszeit im Kongress verbringen. Diese war von den Ereignissen des Bürgerkrieges bestimmt. In dieser Zeit war Davis Vorsitzender des Auswärtigen Ausschusses. Im Jahr 1864 verzichtete Davis auf eine erneute Wiederwahl. Er starb am 30. Dezember 1865 in Baltimore.